# 信号雷管

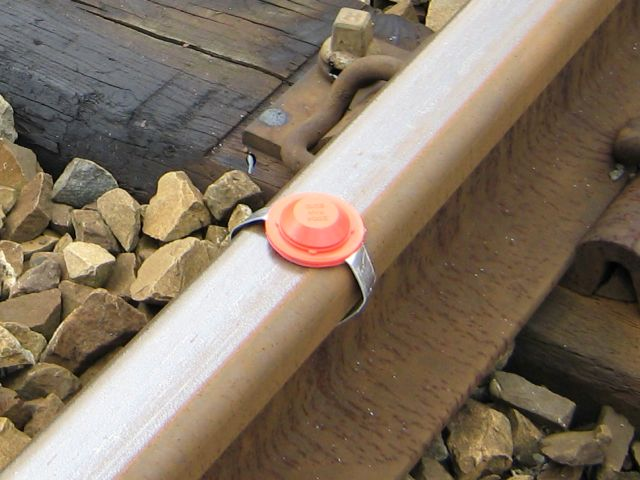
信号雷管

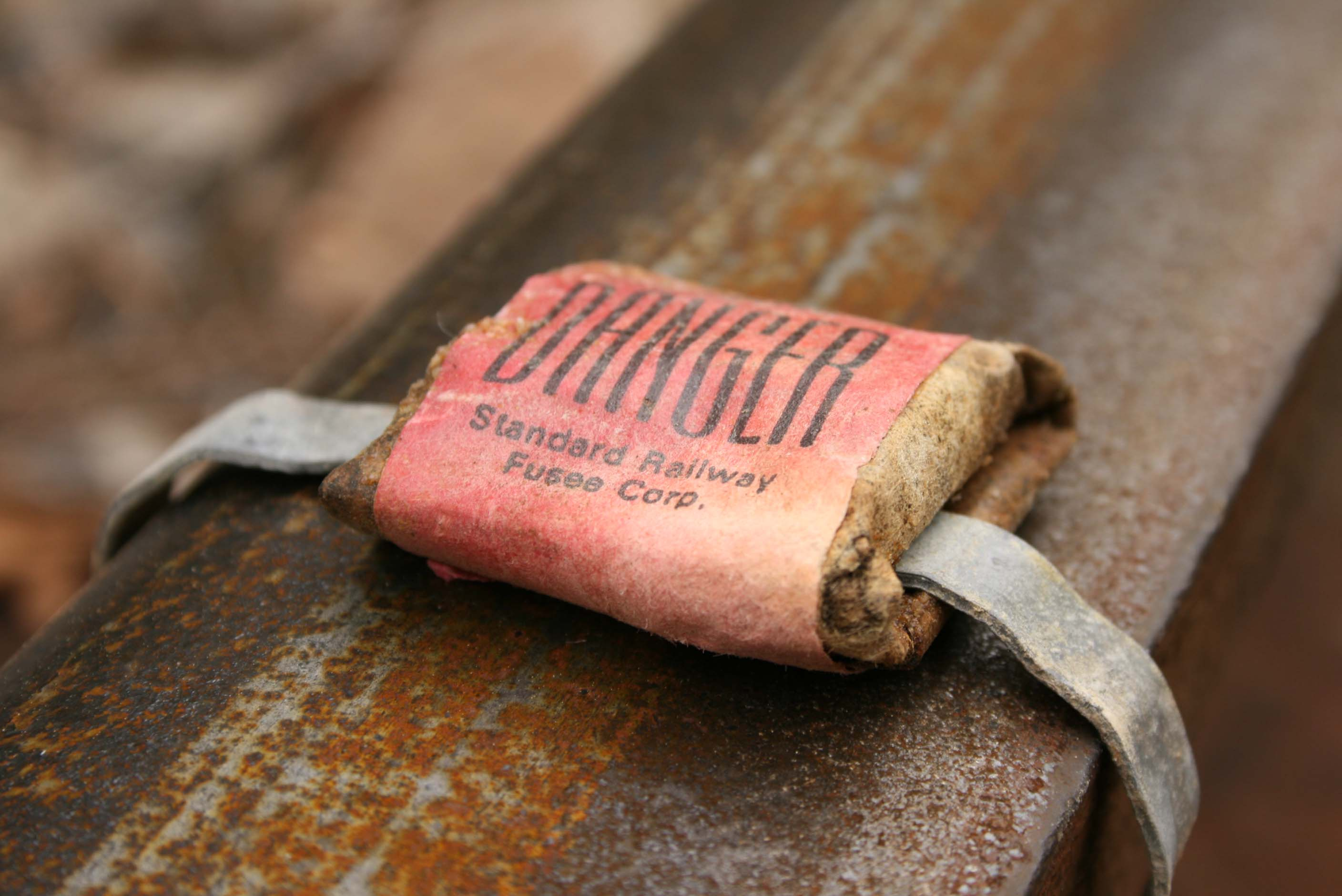
信号雷管

信号雷管（しんごうらいかん）は、鉄道において、爆薬を用いて爆音を発生し、車両等（列車）の乗務員に警告または、停止指示を伝達するために用いられる特殊信号器具である。イギリス英語: detonator（爆薬）、アメリカ英語: torpedo（魚雷）。

## 概要
製造メーカーによって形状が異なるが、およそ4～6センチほどの円形または四角形の容器の中に圧縮感受性の高い爆薬が入っており、容器の両側に鉛のバンドが付いている。レールの踏面上に設置して、風や振動で脱落しないように鉛バンドをレール頭に巻きつけるように折り曲げて固定する。車両等の最初の車輪が踏み潰すと、爆発して大きな音を発する。一種の癇癪玉である。
信号雷管は日本以外の国の鉄道も含めて以下のような状況で使用されている。
1. 信号機の現示が濃霧などによって視認できない場合に、注意現示や停止現示を予告するものとして当該信号機の外方（手前）に取り付ける。
2. 事故や災害に因って通常は車両等が停止することのない本線上で車両等が停車、あるいは他線路を支障した場合に、現場へ接近する他の車両等に異常を知らせて急遽停止させるために車両等の乗務員が使用する。
3. 前方で保線作業などの線路内作業が行われていることを接近する車両等の乗務員に知らせて、当該作業現場へ車両等が進入する事故を防止するために使用する。
4. 信号係員やその他の鉄道係員が緊急に車両等を停止させる必要を認めた場合に使用する。

高速鉄道線では、信号雷管を両方のレールに設置しなければならない場合もある。
日本では、国土交通省令・鉄道運転規則・第222条にて「特殊信号は、予期しない箇所で特に列車を停止させる必要が生じたとき又は天候の状態その他の事由により信号の現示を視認することができないときに音、炎又は灯により信号を現示するものとする」と規定しており、同規則・第223条（1）の「爆音により列車を停止させるもの」に該当するものとして「信号雷管」が整備されている。
日本国内の鉄道では「予期しない箇所で特に列車を停止させる必要が生じたとき」以外では信号雷管を用いることは無く、上記の2.と4.の事例で用いられていた。旧日本国有鉄道の取扱規程では、約30m離して2個設置するよう規定されていた。2個設置するのは、運転士が爆音を聞き逃す可能性を減らすことと、1個では不発の際に停止させられないためである。車両等の運転士は爆発音を聞いたら直ちに非常ブレーキを用いて停止させるよう定められている。また信号炎管と併用する例が多い。
信号雷管は爆薬を使用しており、製造日より年数が経つと不安定となり、運搬保管時の軽微な外力で爆発したり、逆に車両等の車輪で轢過しても不爆になる危険性があるため、使用しなくても定期的に交換を必要とする。常に使用できるように駅、信号所、踏切監視所、列車乗務員や線路軌道に立ち入る全ての係員に配布しなければならない一方で、爆薬であることから保管に注意を必要とし、一定数量以上を保管する駅区所では都道府県知事に届け出て火薬類保管庫を設置してその中で保管する必要がある。また、使用されずに使用期限を迎えたものについては、もれなく回収して火薬類取締法の規定に則って適切に廃棄処分する必要がある。
こうした管理に多大な手間と経費を要することが信号雷管の欠点である。このため、列車防護無線装置や地上用非常防護装置が整備された区間の他、自動信号である区間については軌道短絡器と置き換えられ、また常設信号機が視認困難になるような濃霧や強雨時には早々運転を抑止するようになった事と相まって、あまり使用されなくなっている。

## 信号雷管設置機
電気信号機が実用化される以前のイギリスでは、濃霧や信号ランプ（油灯）故障消灯に因る事故が多発したため、多くの信号扱所に信号雷管設置機が備えられていた。信号扱所建物の中にあるてこを操作すると、自動的に本線のレール上に信号雷管が設置されるようになっていた。てこは白と黒の山形記号が塗装されており、山形記号が上りの線路用のてこには上向きに、下りの線路用のてこには下向きに描かれていた。カートリッジに入れられた信号雷管の供給を受けて動作するような仕組みになっていたものもある。